# Silo (asentamiento israelí)
Silo  (en hebreo:שילה Ŝyloh) es una asentamiento israelí de carácter religioso localizado en la gobernación de Ramala y Al Bireh, según el sistema administrativo palestino, o en el norte del Área de Judea y Samaria, según el israelí. Se encuentra a unos 45 kilómetros al norte de Jerusalén en la Ruta 60. 
Está rodeado por los asentamientos israelíes de Eli y Maale Levona y las aldeas palestinas de Sinjil, Turmus Ayya y Qaryut. Silo es parte del Concejo Regional de Mateh Binyamin (Tribu de Benjamín). En el 2015 tenía una población de 3.379 habitantes, incluyendo Shvut Rachel.
La comunidad internacional considera que los asentamientos israelíes en Cisjordania son ilegales según la Cuarta Convención de Ginebra, de la que Israel es miembro y cuyo artículo 49 especifica que "la Potencia ocupante no podrá efectuar la evacuación o el traslado de una parte de la propia población civil al territorio por ella ocupado". El gobierno israelí no está de acuerdo con esta posición.

## Ubicación
La ciudad de Silo ocupó un lugar central en la historia bíblica del pueblo judío. Durante el período comprendido entre la captura de la Tierra y la construcción del Templo, en los días en que Josué dividió la tierra entre las 12 Tribus de Israel, el Tabernáculo residió en Silo. Silo fue el lugar de peregrinación para los Hijos de Israel hasta la muerte de Elí, el Sumo Sacerdote. Los fieles peregrinaban hasta tres veces al año a Silo para traer sus ofrendas festivas.
Actualmente, Tel Shilo es el sitio arqueológico del lugar donde durante 369 años se centró la vida espiritual del pueblo judío, específicamente entre los siglos XI y XII a. C. Además, hay artefactos de otros períodos, especialmente el final del Segundo Templo (130 a. C. - 70 a. C.), el período bizantino (350-618) y el período musulmán temprano (638-900).
Las primeras excavaciones arqueológicas comenzaron en 1922-1932 por una expedición danesa. Los artefactos encontrados fueron expuestos en el Museo Nacional danés en Copenhague. En 1980, Yisrael Finkelstein, arqueólogo de la Universidad Bar-Ilan, inició cuatro temporadas de excavaciones y se descubrieron muchos artefactos, entre ellos monedas, piezas de orfebrería, entre otros artefactos. Muchos se conservan en la Universidad Bar-Ilan. En 1981-1982, Zeev Yeivin y el rabino Yoel Bin-Nun excavaron en el área de la roca madre del presunto sitio del tabernáculo. Se encontraron cerámicas y figuras egipcias.
En el verano de 2010, se llevaron a cabo nuevas excavaciones en Tel Shilo bajo los auspicios del Oficial de Estado Mayor de Arqueología de la Unidad de Antigüedades Administrativas Civiles en cooperación con el Consejo Regional Mateh Binyamin. En un intento de determinar si una pared del período cananeo de hace 3700 años era la primera evidencia de civilización en el área fue expuesta para su estudio. No lejos de la pared se encontró una moneda romana del período de la Rebelión de Bar Kojba.
Una segunda temporada de excavaciones reveló una gran estructura, tal vez de carácter administrativo, originaria del período bizantino (siglos IV-VII) pero construida sobre un suelo de época romana.

## Sinagoga del Tabernáculo

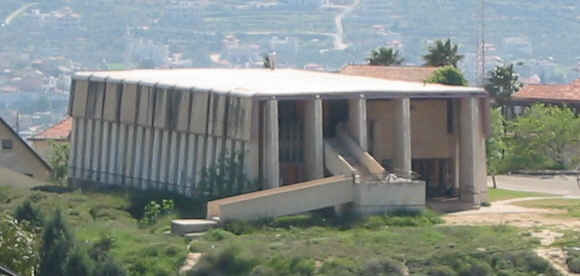
Sinagoga en réplica del Tabernáculo en Silo, Israel.

La principal sinagoga de la ciudad está diseñada como una réplica del Tabernáculo Bíblico. Contiene réplicas y homenajes a muchos de los utensilios en el tabernáculo original de Silo.